# Pink Cadillac
Pour l’article homonyme, voir Pink Cadillac (chanson).
Pour plus de détails, voir Fiche technique et Distribution.
Pink Cadillac, ou La Cadillac Rose au Québec, est un film américain réalisé par Buddy Van Horn et sorti en 1989.

## Synopsis
Tommy Nowak est chargé de retrouver des détenus en liberté provisoire partis en cavale, mais il se retrouve aux prises avec un groupe d'extrémistes prônant la suprématie blanche. Ceux-ci se sont acoquinés avec un minable, Roy, qui a caché leur butin de 250 000 $ dans sa Cadillac rose. À la suite d'une dispute conjugale, la femme de Roy, Lou-Ann, accusée de complicité, libérée sous caution, s'enfuit avec la Cadillac en ignorant ce qu'elle recèle après avoir confié son bébé à sa sœur. Tom Nowak est payé pour la retrouver, y parvient aisément, mais lui et Lou-Ann vont devoir lutter ensemble pour récupérer le bébé dont les malfrats se sont emparés… avant de filer vers l'avenir dans la Cadillac rose.

## Fiche technique
- Titre : Pink Cadillac
- Réalisation : Buddy Van Horn
- Scénario : John Eskow (en)
- Montage : Joel Cox
- Musique : Steve Dorff
- Production : David Valdes, Michael Gruskoff
- Société de distribution : Warner Bros.
- Pays de production :  États-Unis
- Langue originale : anglais
- Genre : comédie, action, road movie
- Format : couleurs - 1,85:1
- Durée : 122 minutes
- Dates de sortie :
  - États-Unis :  26 mai 1989
  - France : 3 novembre 1989 (province, inédit à Paris)[1]
- Affiche : Bill Gold (États-Unis)

## Distribution
- Clint Eastwood (VF : Jean-Claude Michel ; VQ : Jean Fontaine[2]) : Tommy Nowak
- Bernadette Peters (VF : Michèle Buzynski[3]) : Lou Ann McGuinn
- Timothy Carhart (VF : Renaud Marx[3] ; VQ : Jean-Luc Montminy) : Roy McGuinn
- John Dennis Johnston (VF : Michel Vigné ; VQ : Yves Corbeil) : Waycross
- Michael Des Barres (VF : Joël Martineau ; VQ : Marc Bellier) : Alex
- Jimmie F. Skaggs (VF : Philippe Peythieu) : Billy Dunston
- Bill Moseley (VF : Christian Peythieu) : Darrell
- Michael Champion (VF : Jean-Claude Sachot) : Ken Lee
- William Hickey (VF : Pierre Baton) : Barton
- Geoffrey Lewis (VF : Jean-Pierre Moulin ; VQ : Ronald France) : Ricky Z
- Bill McKinney : barman
- Jim Carrey : comédien imitant Elvis Presley
- James Cromwell (VF : Jacques Brunel ; VQ : Marc Bellier) : gardien du motel
- Dirk Blocker : policier
- Paul Benjamin : juge
- Frances Fisher (VQ : Élizabeth Lesieur) : Dinah